# Abnormally Attracted to Sin
Albums de Tori Amos
American Doll Posse
(2007) Midwinter Graces
(2009)
Singles
1. Welcome to England
Sortie : 14 avril 2009
2. Maybe California
Sortie : 18 mai 2009
3. 500 Miles
Sortie : 2009

Abnormally Attracted to Sin est le dixième album de la chanteuse américaine Tori Amos, sorti le 19 mai 2009.

## Liste des titres
| 1.    | Give                        | 4:13 |
| 2.    | Welcome To England          | 4:06 |
| 3.    | Strong Black Vine           | 3:26 |
| 4.    | Flavor                      | 4:05 |
| 5.    | Not Dying Today             | 4:02 |
| 6.    | Maybe California            | 4:24 |
| 7.    | Curtain Call                | 4:51 |
| 8.    | Fire To Your Plain          | 3:01 |
| 9.    | Police Me                   | 3:54 |
| 10.   | That Guy                    | 4:03 |
| 11.   | Abnormally Attracted To Sin | 5:32 |
| 12.   | 500 Miles                   | 4:06 |
| 13.   | Mary Jane                   | 2:41 |
| 14.   | Starling                    | 4:01 |
| 15.   | Fast Horse                  | 3:52 |
| 16.   | Ophelia                     | 4:42 |
| 17.   | Lady In Blue                | 7:11 |
| 72:03 |                             |      |

| 18. | Oscar's Theme | 3:38 |